# Collembola
Classe
Les Collemboles (Collembola) sont une classe de petits Arthropodes pancrustacés, souvent sauteurs. Ils étaient encore dans les années 1970 considérés comme des Insectes aptérygotes, mais forment aujourd'hui une classe à part, dans le sous-embranchement des Hexapodes appartenant au clade des Pancrustacea.
Les collemboles jouent un rôle écologique majeur dans le cycle de la matière organique et sont utilisés  comme indicateurs de pollution des sols.

## Étymologie
Collembola vient du grec κόλλα / kólla, « gomme, colle » et ἐμϐολή / embolê, « jet, insertion ». Il fait référence au collophore, une structure située sur la partie ventrale de l'abdomen à laquelle on supposait une fonction d'adhésion au support . Ce nom est inventé par le britannique John Lubbock en 1873, auteur de la première monographie sur ce groupe d'arthropodes.

## Généralités

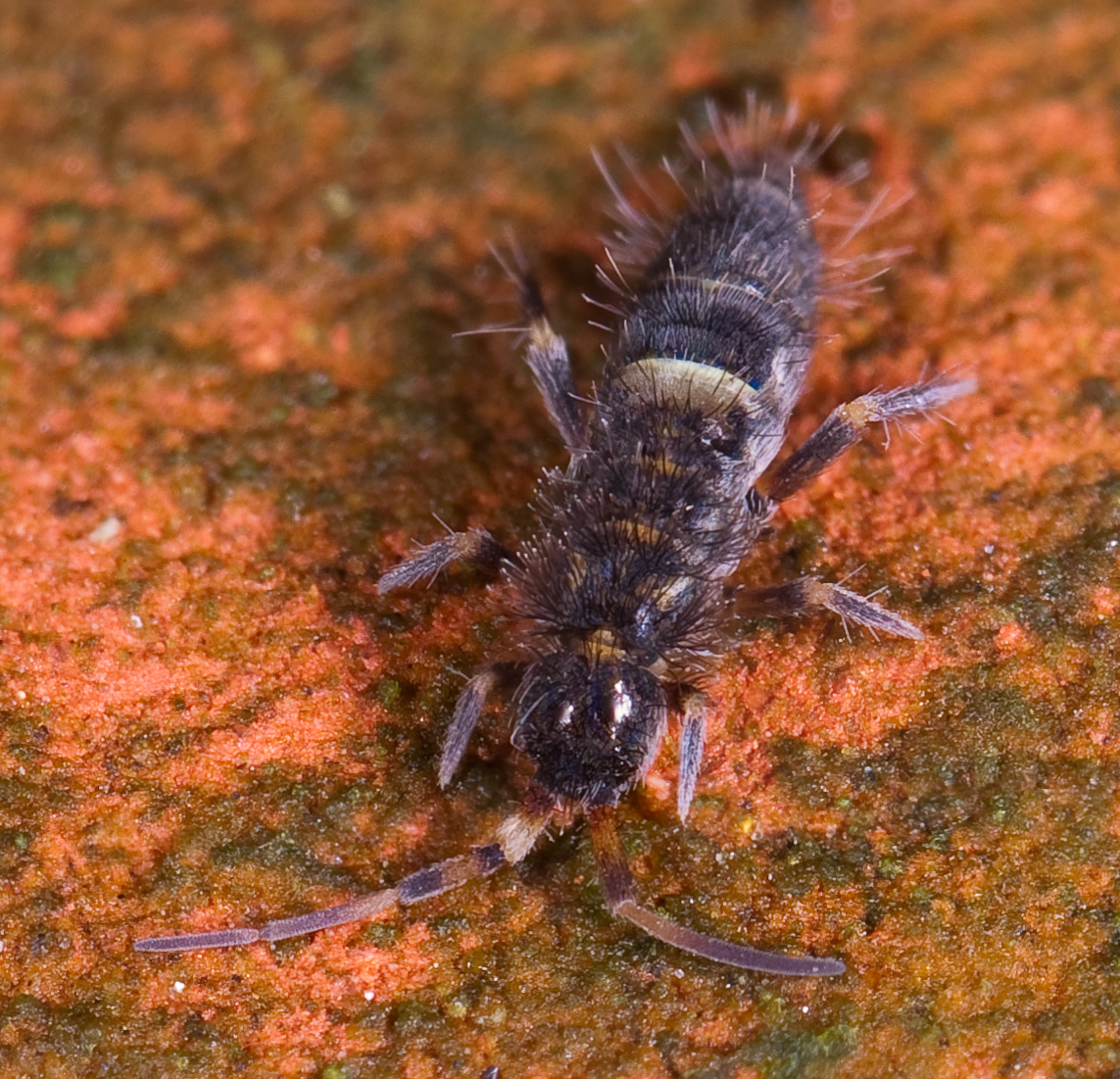
Orchesella cincta, photographié à Gand, Belgique.

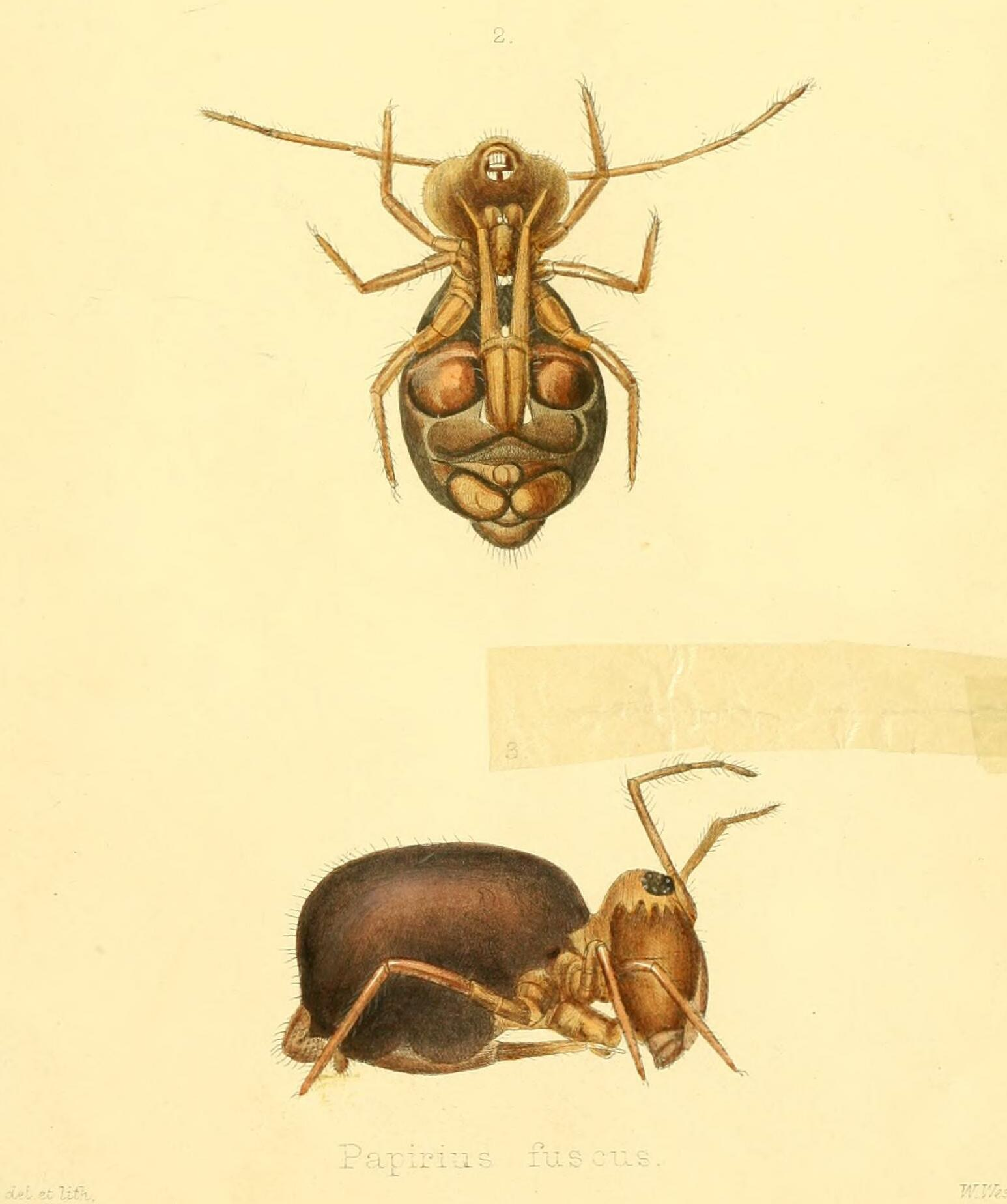
Dicyrtoma fusca de la famille des Sminthurinae, illustration issue de la première monographie sur les Collemboles de John Lubbock au XIXe siècle.

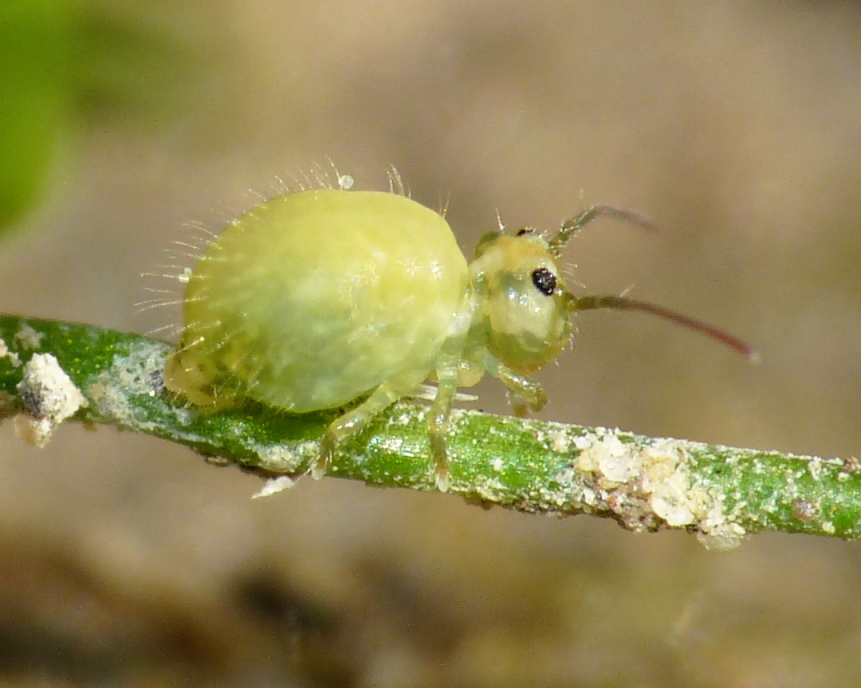
Sminthurus viridis, photographié près de Livourne, Toscane, Italie.

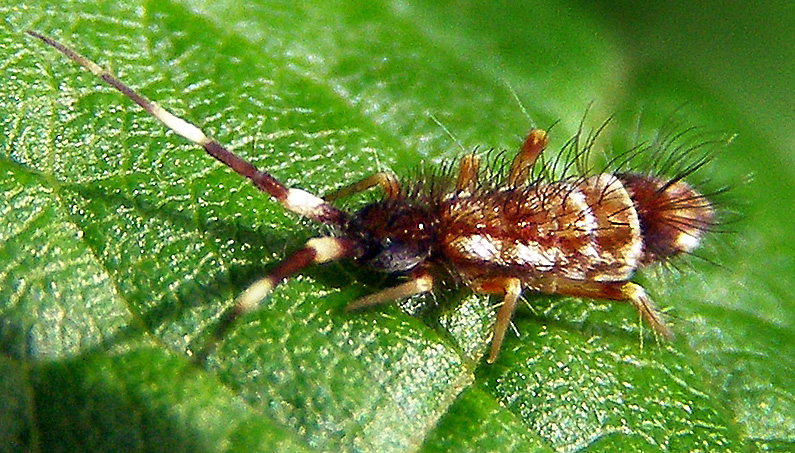
Tous les collemboles ne sont pas ternes, ni monochromes : l'entomobrydé Orchesella flavescens vivant sur les troncs d'arbre et dans la litière des forêts.

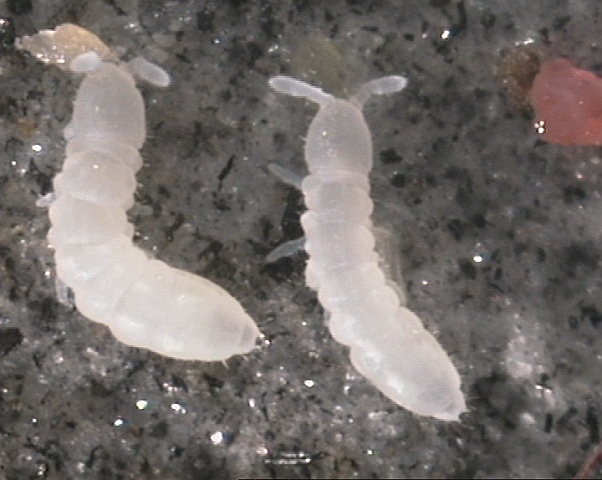
Protaphorura armata, une espèce lucifuge dépourvue de pigmentation. Approx. 2 mm de long.

Les Collemboles sont les plus anciens Hexapodes connus dans le registre fossile : ils étaient déjà présents au Dévonien (il y a environ 400 Ma), donc avant les insectes.
On les a longtemps considérés comme des insectes primitifs, parce qu'ils sont aptères (dépourvus d'ailes) et amétaboles (leurs larves ressemblent fortement aux adultes). Les larves muent, en général, quatre à cinq fois avant de devenir sexuellement matures. On tend aujourd'hui à rapprocher les collemboles des Crustacés : beaucoup d'espèces ressemblent à de petites crevettes et certains Crustacés, comme les Talitres, sont également « sauteurs ».
La plupart des collemboles sont lucifuges et vivent dans les premiers centimètres du sol, à l'abri de la lumière directe (quelques espèces descendent jusqu'à 30 cm de profondeur, notamment dans les sols labourés), mais de nombreuses espèces vivent au-dessus du sol, y compris dans la canopée des arbres tropicaux. Ils jouent un rôle essentiel dans la dissémination et le contrôle de la microflore du sol, et participent ainsi indirectement à la transformation de la matière organique et au cycle des nutriments.
Là où la matière en décomposition (feuilles mortes surtout) est abondante, en forêt par exemple, on en trouve en Europe de 50 000 à 400 000 individus par mètre carré. On les rencontre depuis les forêts tropicales humides jusqu'aux limites des glaces polaires et des glaciers en altitude. Certaines espèces vivent dans des fourmilières.
En zone tempérée ils sont actifs en hiver (hors périodes de gel), au printemps et à l'automne, mais les contrastes saisonniers affectent surtout les espèces vivant au-dessus du sol.

## Caractéristiques morphologiques

### Couleur
De couleur parfois vive, les collemboles sont le plus souvent gris foncé, bleutés, blanchâtres ou jaunâtres.

### Taille
En général de petite taille, ils mesurent de 2 à 3 mm en moyenne, et exceptionnellement de 0,25 à 9 mm chez certaines espèces.

### Tête
Ils ne possèdent pas d'yeux composés (mais jusqu'à seize yeux simples ou ocelles), une paire d'antennes segmentées (quatre à six articles), des pièces buccales cachées dans la capsule céphalique, non visibles extérieurement (entognathes), de type broyeur, suceur ou suceur-piqueur.

### Corps
Leur corps est protégé par une fine cuticule, est allongé (Arthropléones) ou globuleux (Symphypléones et Néélipléones) et possède trois segments thoraciques et six segments abdominaux au maximum, parfois soudés entre eux.
Ils possèdent aussi de nombreuses soies et sensilles sur tout le corps, dont le rôle est encore imparfaitement connu.

#### Sensibilité à la dessiccation
Certaines espèces (Entomobryens) ont le corps couvert d'écailles ou de grandes soies plumeuses, une protection contre la dessiccation liée à la sécheresse de l'air à laquelle les collemboles sont généralement sensibles en raison de leur respiration tégumentaire.
Aussi, certaines espèces (Sminthuridae) possèdent un système de trachées rudimentaire, autorisant un épaississement de la cuticule et donc une meilleure tolérance à la dessiccation.

### Abdomen
L'abdomen comporte six segments, parfois soudés entre eux, et porte deux organes propres aux collemboles, la furcula et le collophore.

#### La furcula ou furca

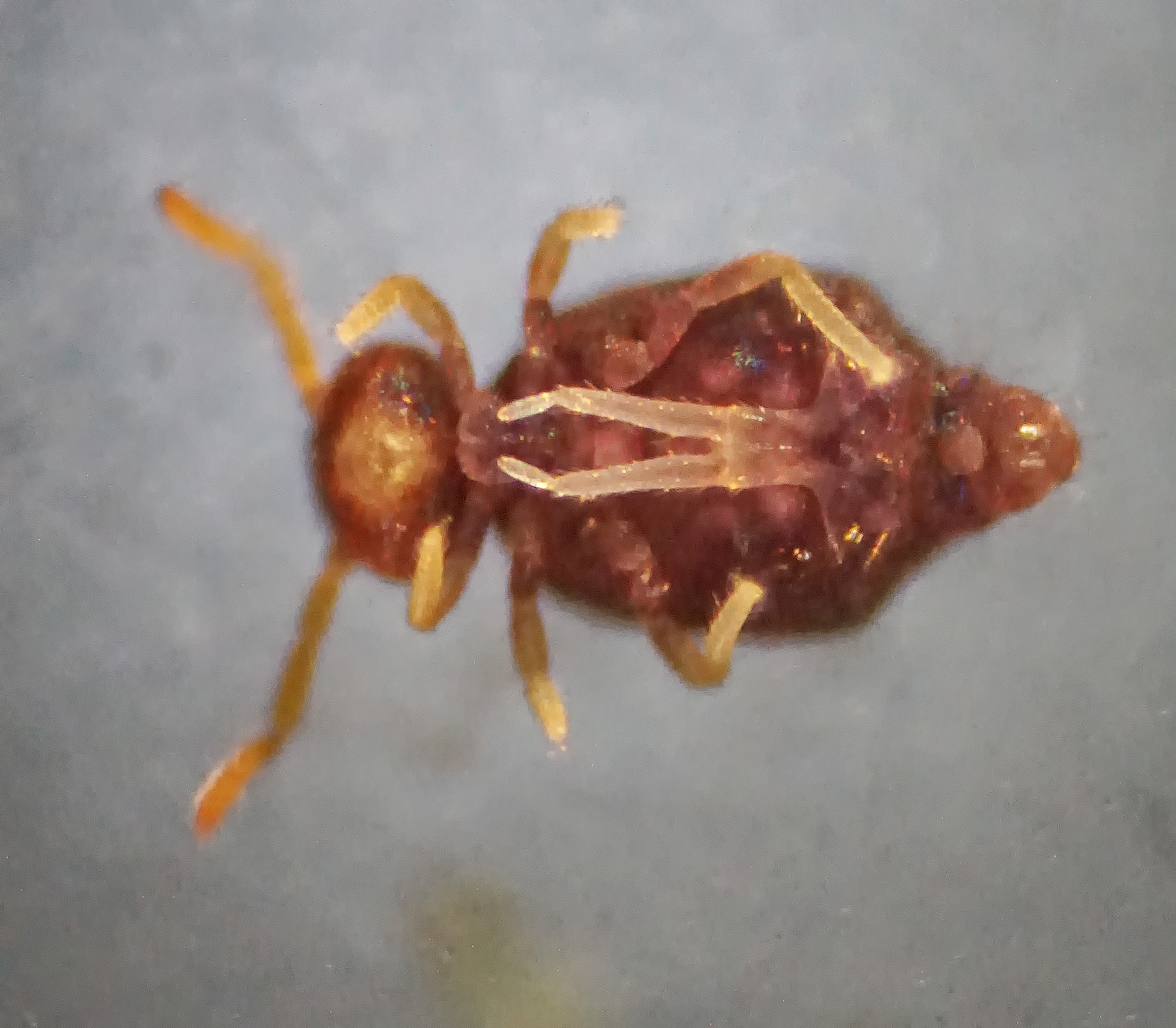
Vue du dessous de Deuterosminthurus pallipes, dont sa furca.

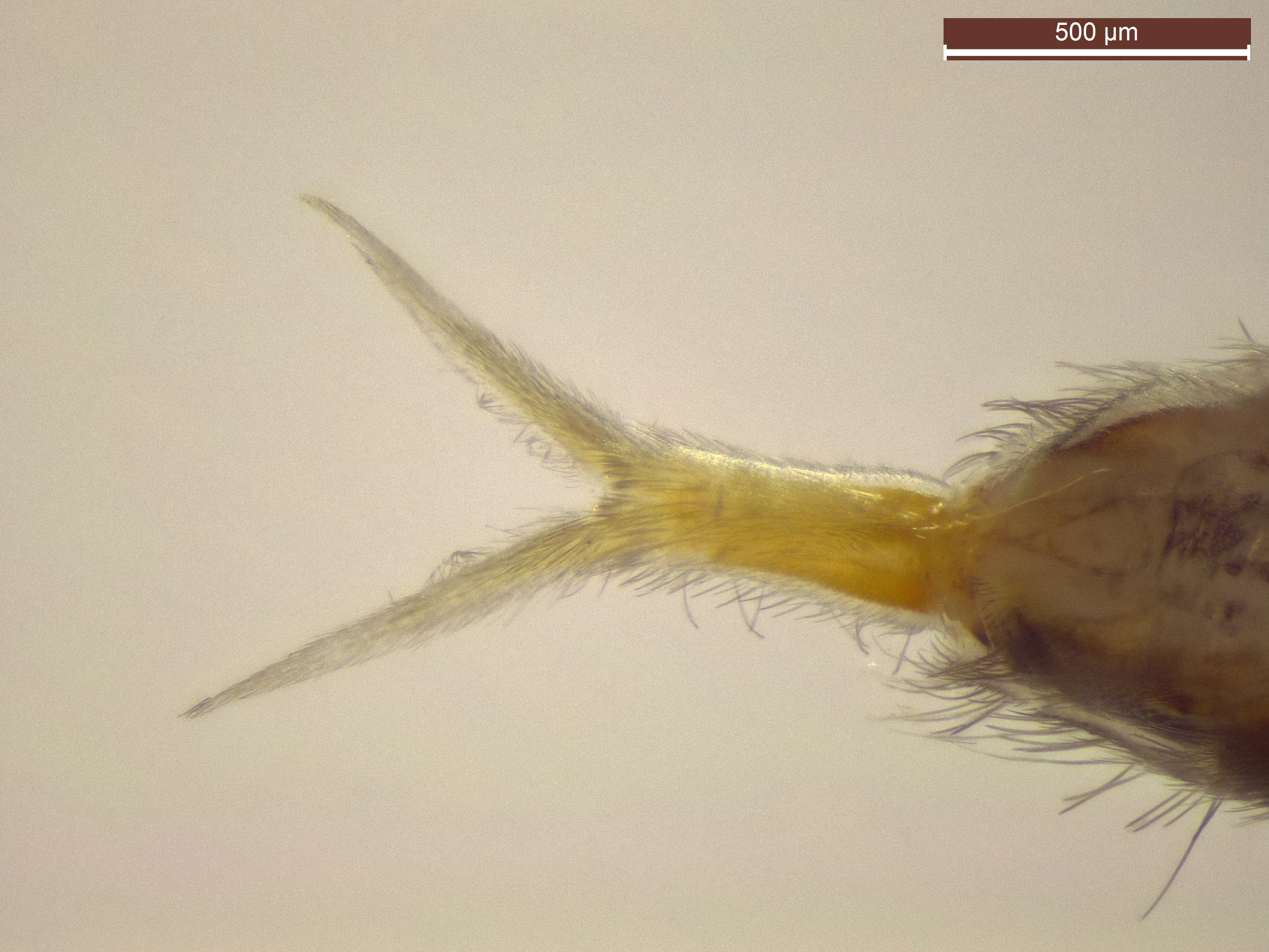
Furca d'Orchesella cincta.

La furcula, ou furca (fourche), est une des caractéristiques majeures des Collemboles qui a donné le nom anglais des arthropodes : springtails (queues sauteuses). Situé sur le quatrième segment abdominal, cet appendice abdominal sauteur est généralement replié sous l'abdomen et tendu comme un ressort,.
La furca est constituée de trois éléments : le manubrium qui la rattache à l'abdomen ; les dens, qui sont les dents de la fourche ; et le mucro, qui prolonge les dens et sont en forme de petits crochets. L'ensemble est maintenu par un autre organe ventral, appelé tenaculum ou rétinacle, situé sous le troisième segment abdominal et est formé de deux branches,.
La furca est un organe qui sert à la fuite, le rétinacle libérant brutalement le « ressort » en quelques millisecondes et propulsant l'animal vers l'avant et en hauteur sur plusieurs centimètres,. Par exemple, le genre Entomobrya dont les espèces ne dépassent pas 1 mm de haut, sautent jusqu'à 16 cm.
La furca est un élément de détermination des Collemboles capital, tant ses formes, ses tailles et ses ornementations sont variées et spécifiques. Les espèces vivants sur le sol ont généralement une furca plus longue que les espèces qui vivent à l'intérieur du sol, chez qui elle a parfois disparu. Certaines espèces ont d'ailleurs remplacé la fonction de saut par leur tube ventral.

#### Le collophore

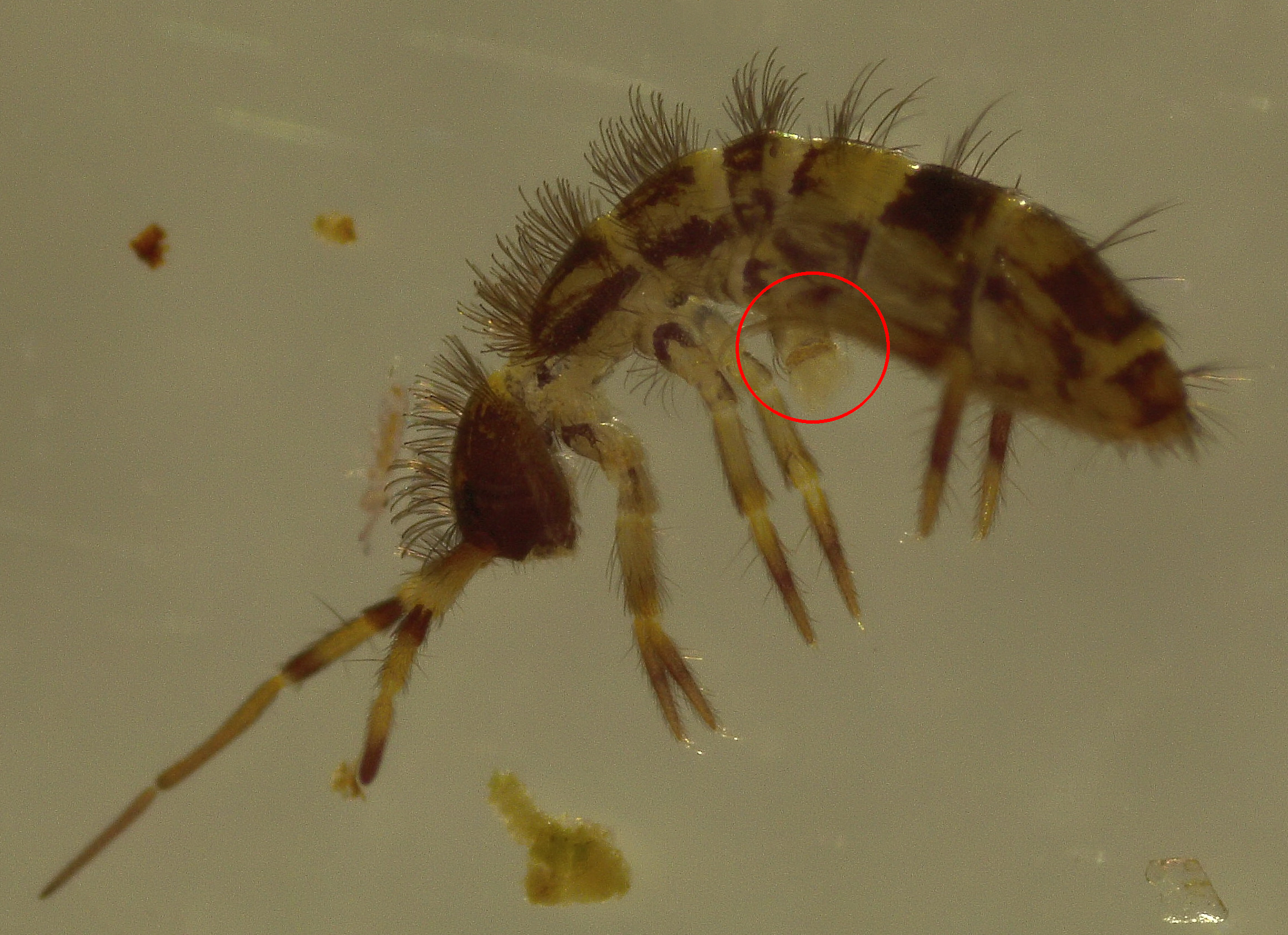
Collophore d'Orchesella cincta.

Un organe ventral dit « collophore » ou « tube ventral », en forme de petit tube situé sous le premier segment abdominal. Il est présent chez tous les Collemboles.
Chez certaines espèces (Symphypléones) ce tube peut se dévaginer et atteindre une longueur considérable. Il permet la régulation du milieu intérieur, notamment sa pression osmotique (l'animal « boit » par son tube ventral), et autorise les échanges gazeux grâce à sa paroi extrêmement fine, participant ainsi à la respiration cuticulaire.
Le tube ventral, qui sert également à coller au support sur lequel est posé l'animal, (d'où le nom collemboles), est en relation avec une gouttière ventrale qui le relie au labium, où débouchent des néphridies, permettant ainsi à l'animal de filtrer et de récupérer en partie son urine

## Alimentation

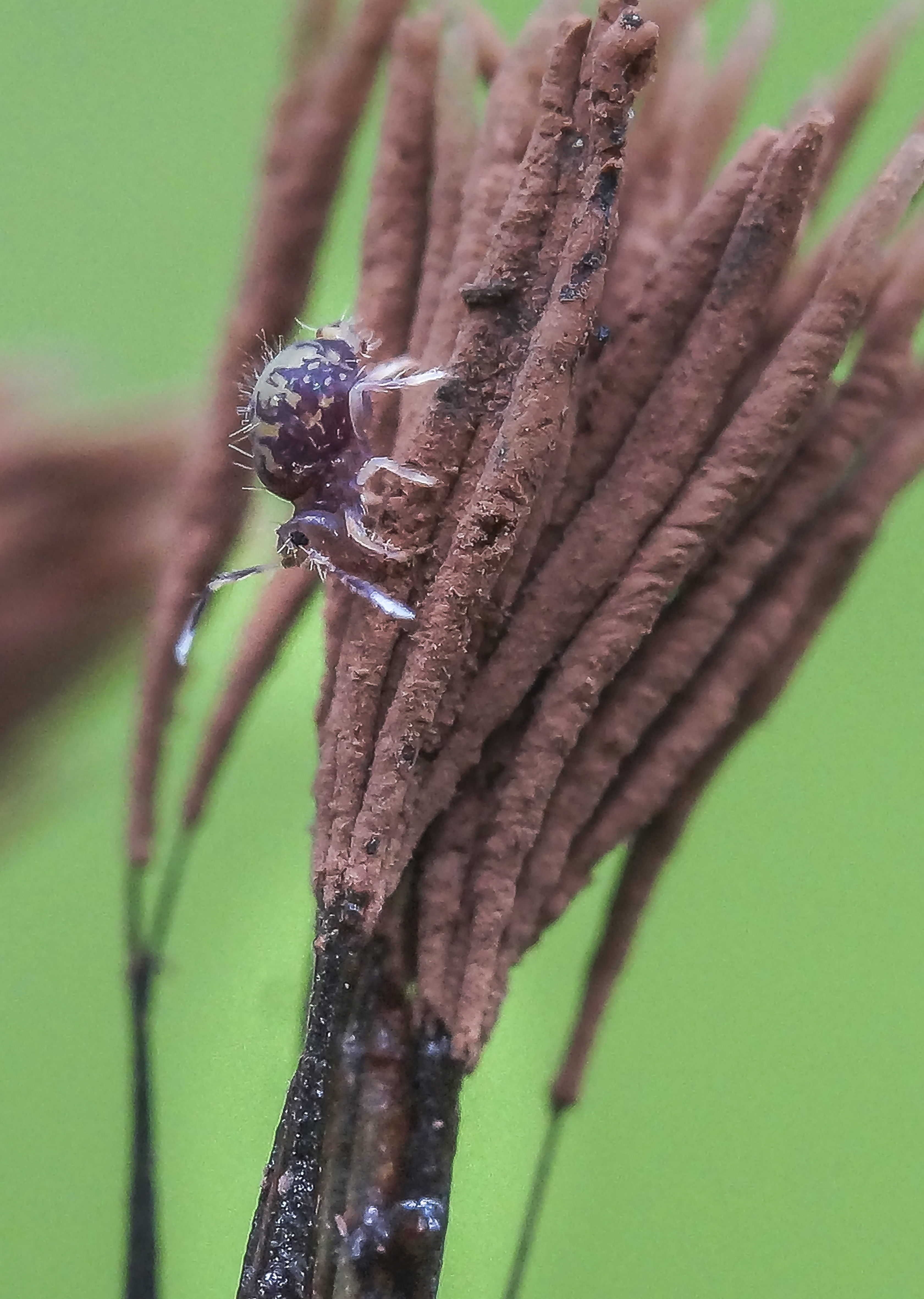
Collembole non identifié se nourrissant des spores du Myxomycètes Stemonitis axifera.

La plupart des espèces connues sont saprophages ; elles se nourrissent principalement de végétaux en décomposition et de microorganismes présents dans la litière (champignons, bactéries, algues). Leur consommation de champignons (hyphes et spores) est considérable. L'utilisation de marqueurs spécifiques des bactéries et champignons a permis de constater que les microorganismes constituent une importante portion de l'alimentation des collemboles. Ces derniers auraient donc un impact direct sur les communautés fongiques et bactériennes, et un impact indirect sur les végétaux via leur consommation de champignons mycorhiziens.
Certaines espèces phytophages se nourrissent du feuillage des plantes (Sminthurus viridis) ou de racines (Onychiuridae).
Il existe aussi des collemboles carnivores (par exemple les espèces du genre Friesea) qui se nourrissent de nématodes, de protozoaires et de rotifères. Les collemboles adaptent leur comportement exploratoire de recherche alimentaire à la disponibilité en nourriture, comportement qui pourrait interférer avec l'intensité de dispersion des individus au sein d'une population.

## Habitat

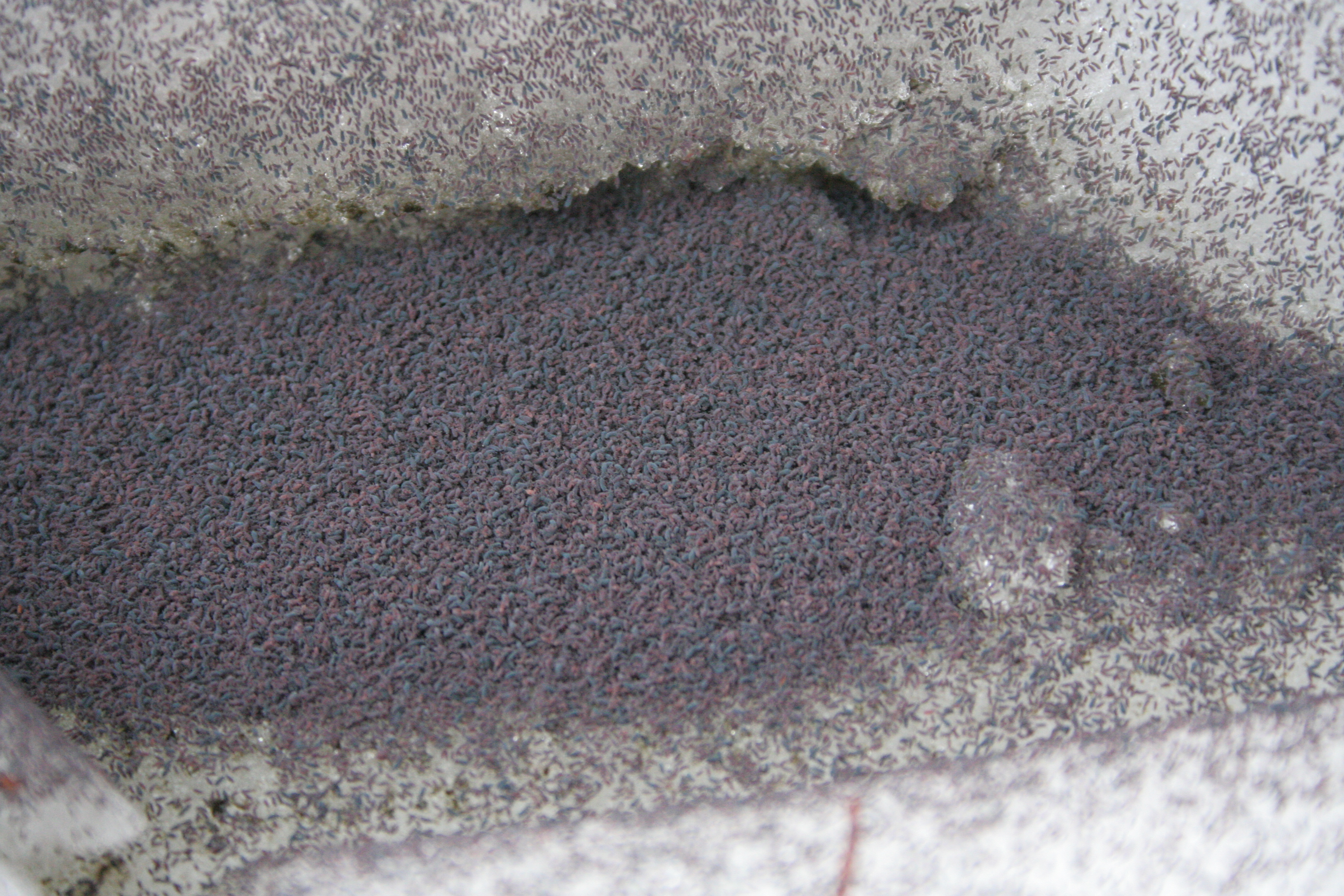
Pullulation d'Isotoma nivalis dans une trace de roue de tracteur dans la neige.

Les collemboles sont parmi les arthropodes les plus abondants qui peuplent les sols mais également les rochers, les troncs d'arbres et autres milieux en contact plus ou moins direct avec le sol. Certaines espèces vivent dans les milieux humides tels que mares et tourbières.
La cuticule des collemboles est hydrophobe, ce qui leur évite souvent d'être submergés, et préserve une couche d'air autour d'eux s'ils le sont. Certains se déplacent sans difficulté sur l'eau des mares ou des cours d'eau lents (faciès lentique), comme Sminthurides malmgreni de couleur jaune-orangée. Il existe même une espèce marine vivant dans la zone intertidale, Anurida maritima.
Dans chaque type d'habitat on trouve un grand nombre d'espèces qui cohabitent (communautés), mais la composition spécifique varie en fonction de la profondeur (espèces épigées ou épiédaphiques, hémiédaphiques, endogées ou euédaphiques), de l'usage du sol et du type de végétation (forêts, landes, prairies, cultures), de l'humidité et de la lumière. Les traits anatomiques, physiologiques, comportementaux et d'histoire de vie des collemboles varient en fonction des caractéristiques de l'habitat. Les collemboles sont grégaires et sont attirés par des substances excrétées par leurs congénères (phéromones). Ils peuvent vivre très profondément sous terre et une espèce, Plutomurus ortobalaganensis, détient le record de l'habitat le plus profond pour un animal terrestre : ce collembole vit jusqu'à 1 980 m sous terre, dans le gouffre de Krubera-Voronja en Géorgie,.
Certaines espèces (Hypogastruridae) peuvent pulluler et se déplacer en groupes compacts à la surface du sol ou sur une couverture neigeuse, où ils s'orientent grâce à la position du soleil. La capacité de dispersion de ces animaux varie fortement d'une espèce à l'autre et les modifications trop rapides des paysages peuvent avoir des conséquences néfastes sur les communautés, en défavorisant les espèces les plus spécialisées et les moins mobiles. Les communautés de collemboles sont sensibles à l'acidité du sol (communément exprimée par le pH) et leur composition spécifique n'est pas la même selon que les sols sont acides ou non, avec un seuil à pH 5 environ,.
D'après les quelques études sur la phylogénie des collemboles dont on dispose, il semble que les espèces les plus proches de l'origine des lignées évolutives soient plus tolérantes vis-à-vis de l'acidité du sol,. Étant donné l'ancienneté de ces animaux, déjà très diversifiés au Dévonien, il est possible que certaines espèces aient conservé des caractères ancestraux, hérités des conditions de vie ayant prévalu dans les milieux terrestres avant le Carbonifère.
Leur dispersion biologique par des insectes sociaux est avérée au moins depuis la fin du Miocène inférieur, il y a environ 16 Ma (millions d'années). En effet des collemboles fossiles (Electrosminthuridia helibionta) ont été découverts, attachés ou situés à proximité des ailes et des pattes d'un termite ailé et d'une fourmi, piégés dans de l'ambre dominicain,.

## Rôles écologiques

### Impacts bénéfiques pour l'agriculture
Ils contribuent à la dissémination et à la régulation de la microflore du sol (bactéries, champignons) et jouent un rôle majeur dans la circulation des nutriments (azote, phosphore, potassium, etc.), assurant ainsi la disponibilité de nutriments essentiels aux végétaux.
En l'absence de ces animaux, un grand nombre d'éléments resteraient immobilisés au sein de la biomasse microbienne, leur activité de consommation de la microflore stimulant les populations microbiennes et par voie de conséquence la minéralisation de la matière organique du sol.
Lorsque les feuilles et aiguilles mortes tombent au sol, elles sont rapidement colonisées par des champignons microscopiques, dont les spores sont véhiculées par les collemboles vivant dans la litière. Par la suite, le mycélium de ces champignons pénètre les feuilles et contribue à leur décomposition. Les hyphes des champignons se développant à l'extérieur des feuilles sont broutées, les collemboles empêchant ainsi le développement excessif de certaines espèces, en particulier les champignons pathogènes responsables de la fonte des semis.

### Impacts gênants en agriculture
Des collemboles (Sminthuridae) peuvent perforer les feuilles ou les racines de radis. Les dégâts sont peu importants. Cependant il faut mentionner que certaines espèces de collemboles sont considérées comme néfastes pour l'agriculture. Tel est le cas de Sminthurus viridis (en), appelée peste de la luzerne dans les parties méridionales à climat méditerranéen du continent australien, où cette espèce phytophage, importée accidentellement par les premiers colons européens, pullule en raison de l'absence de ses prédateurs acariens et de sa résistance à de nombreux pesticides.
Les Onychiuridae sont également souvent mentionnés dans les dégâts causés aux germinations et racines des végétaux cultivés. Ces dégâts causés aux cultures, alors qu'aucun cas similaire n'a été signalé dans les prairies et les milieux naturels, sont sans doute en partie liés au fait que, dans leur majorité, les collemboles sont moins sensibles aux pesticides que leurs prédateurs naturels.

## Outil en écotoxicologie des sols
Divers groupes d'espèces sont associés à des conditions particulières de milieux,. Certaines espèces sont sensibles à la dégradation de l'environnement tels les pesticides, les polluants métalliques, la sécheresse, l'utilisation du territoire ou l'enrichissement du milieu ainsi que la dégradation du couvert végétal.
Sur certains sols très pollués, par le zinc par exemple, la couche superficielle de feuilles mortes se décompose anormalement lentement ; les microbes y sont présents, mais il manque des maillons importants des réseaux trophiques du sol, comme les vers de terre, et les collemboles voient leurs communautés s'appauvrir considérablement, même si leur abondance totale reste inchangée.

### Usage biologique spécifique
Comme certains vers de terre, acariens, diptères, arachnides, coléoptères, nématodes ou les escargots, les collemboles peuvent donc être des indicateurs intéressants pour étudier certains aspects de l'état écologique des milieux terrestres. Des collemboles sont utilisés dans des tests écotoxicologiques, en particulier Folsomia candida (en), espèce parthénogénétique associée aux milieux anthropisés, connue pour la facilité de son élevage au laboratoire et ses capacités de reproduction très élevées (environ une semaine de l'œuf à l'œuf en conditions optimales d'humidité, de température et de nourriture).

#### Normes ISO
Une norme internationale de qualité du sol (ISO 11267:2014) est mise au point en 2014 pour le test d'inhibition de la reproduction utilisant  Folsomia candida (en).
Des chercheurs ont mis au point des tests comportementaux, utilisant la capacité des collemboles à fuir des conditions défavorables. On détecte ainsi des seuils de tolérance nettement inférieurs aux tests de toxicité habituels,, et correspondant mieux aux conditions naturelles, où ces animaux utilisent leur sens olfactif et leurs capacités gustatives pour se diriger « à l'aveugle » dans un environnement très hétérogène et localement hostile.
Une autre norme (ISO 17512-2:2011) est également mise au point en 2011, basée sur les essais d'évitement pour contrôler la qualité des sols et les effets des produits chimiques sur le comportement, toujours associée à Folsomia candida (en).

## Auxiliaire en bioindication
Les traits biologiques permettent de caractériser les communautés animales, végétales et microbiennes sur des critères relevant directement des relations entre les organismes vivants et leur environnement. En ce qui concerne les collemboles, on commence à disposer d'informations portant sur les traits anatomiques et dans une moindre mesure sur les traits d'histoire de vie ou les traits écophysiologiques (type de reproduction, de dispersion, de compétition, tolérance vis-à-vis des contraintes du milieu) qui pourraient expliquer les assemblages et les caractéristiques de distribution des espèces de collemboles.

### Traits morphologiques et milieu de vie
Une base de données nommée "COLTRAIT (Traits des Collemboles)" est constituée pour les collemboles d’Europe occidentale. Cette base de données regroupe des informations sur les différents traits morphologiques d’espèces de collemboles et sur les milieux où elles sont trouvées en Europe.
Des études ont montré que la distribution des traits biologiques au sein des communautés de collemboles répondait de manière significative aux modifications du milieu,,. La relation trait-milieu a pu être testée au niveau de l'Europe occidentale. On peut raisonnablement penser que, dans un avenir proche, on pourra utiliser les traits des collemboles en lieu et place des espèces, dont la présence varie fortement d'un endroit à l'autre et dont l'identification reste toujours délicate et réservée à des spécialistes, pour porter un diagnostic sur les habitats et le niveau de conservation de leur biodiversité.

## Classification
Leur détermination nécessite la compétence de spécialistes et un microscope. Actuellement  on connait près de 8 700 espèces décrites dans le monde, dont environ 2 200 en Europe. Ces chiffres sont toutefois appelés à augmenter, de nouvelles espèces étant décrites régulièrement de par le monde. Des clés de détermination existent pour certains pays ou certaines régions du globe. Une clé mondiale d'identification est en cours de construction, accompagnée de cartes de répartition.
Les collemboles sont classés au sein d'une trentaine de familles, réparties en quatre ordres :
- Poduromorpha Börner, 1913
  - Neanuroidea Börner, 1901
    - Neanuridae Börner, 1901
    - Brachystomellidae Stach, 1949
    - Odontellidae Massoud, 1967

  - Poduroidea Latreille, 1804
    - Poduridae Latreille, 1804

  - Hypogastruroidea Börner, 1906 
    - Hypogastruridae Börner, 1906
    - Pachytullbergiidae Stach, 1954

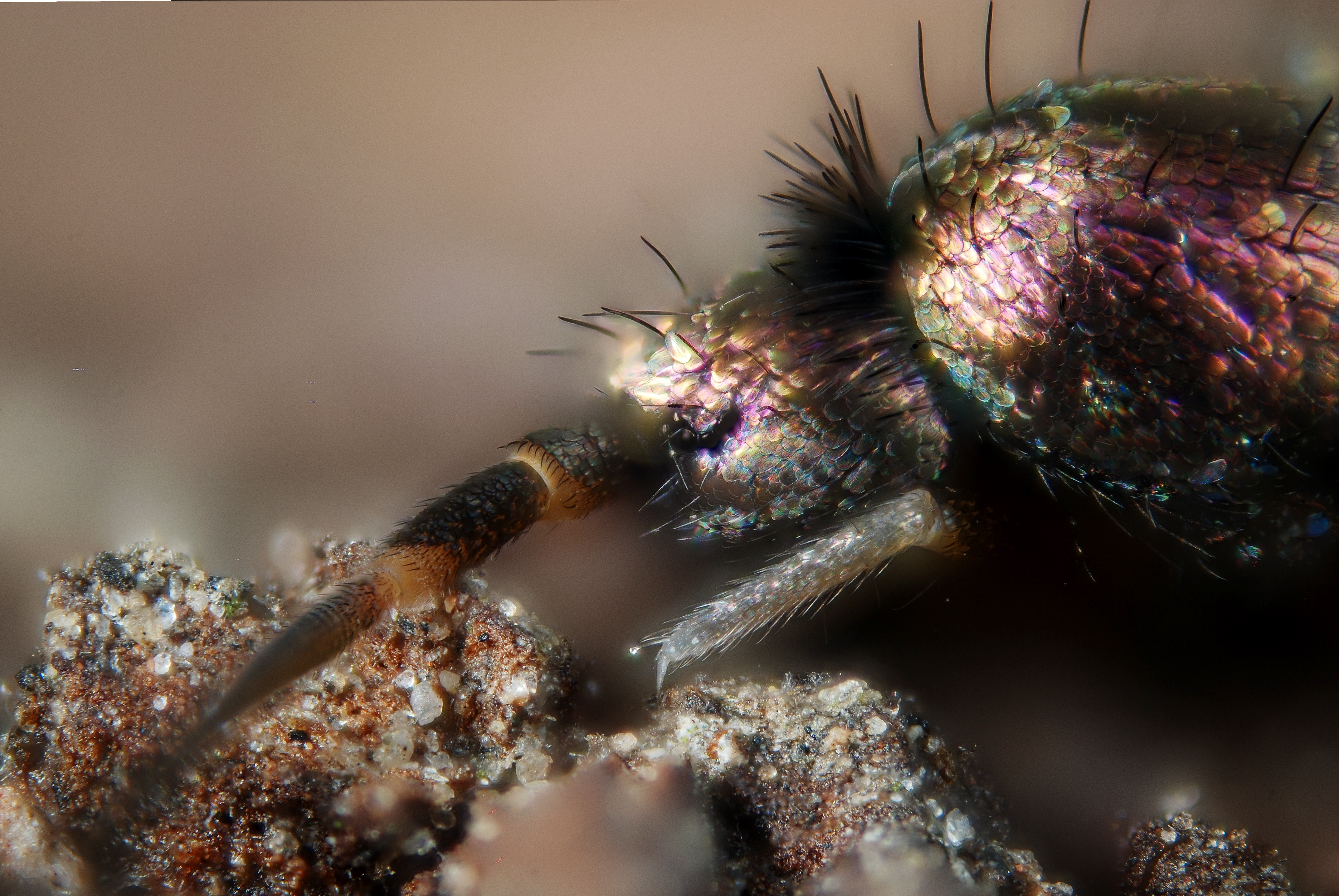
Les écailles irisées fréquemment présentes sur la cuticule des Entomobryomorpha les protègent des radiations solaires et des prédateurs en glissant et en se détachant.

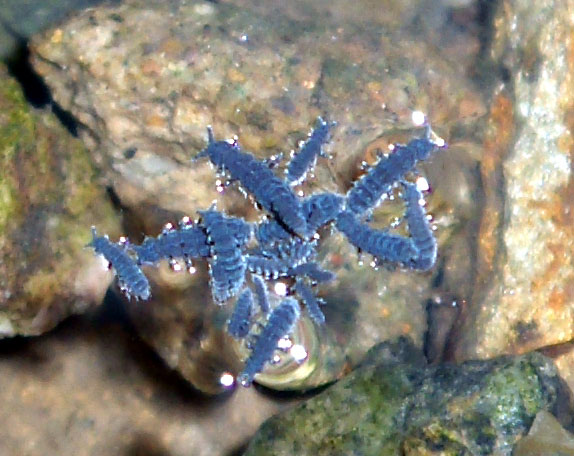
Neanuridae Anurida maritima, collembole de bord de mer.

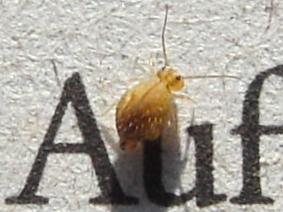
Sminthuridae Sminthurus nigromaculatus, collembole vivant au-dessus du sol, dans les prairies et les champs cultivés.

    - Paleotullbergiidae Deharveng, 2004

  - Gulgastruroidea Lee & Thibaud, 1998
    - Gulgastruridae Lee & Thibaud, 1998

  - Onychiuroidea Lubbock, 1867
    - Onychiuridae Lubbock, 1867
    - Tullbergiidae Bagnall, 1935

  - Isotogastruroidea Thibaud & Najt, 1992
    - Isotogastruridae Thibaud & Najt, 1992
- Entomobryomorpha Börner, 1913
  - Tomoceroidea Schäffer, 1896 
    - Oncopoduridae Carl & Lebedinsky, 1905
    - Tomoceridae Schäffer, 1896

  - Isotomoidea Schäffer, 1896 
    - Isotomidae Schäffer, 1896
    - Actaletidae Börner, 1902
    - †Protentomobryidae Folsom, 1937

  - Entomobryoidea Schäffer, 1896
    - Microfalculidae Massoud & Betsch, 1966
    - Praentomobryidae Christiansen & Nascimbene, 2006
    - Entomobryidae Schäffer, 1896
    - Paronellidae Börner, 1913
    - †Oncobryidae Christiansen & Pike, 2002

  - Coenaletoidea Bellinger, 1985
    - Coenaletidae Bellinger, 1985
- Neelipleona Massoud, 1971
  -     - Neelidae Folsom, 1896
- Symphypleona Börner, 1901
  - Sminthuridoidea Börner, 1906
    - Mackenziellidae Yosii, 1961
    - Sminthurididae Börner, 1906

  - Katiannoidea Börner, 1913
    - Katiannidae Börner, 1913
    - Spinothecidae Delamare Deboutteville, 1961
    - Arrhopalitidae Stach, 1956
    - Collophoridae Bretfeld, 1999

  - Sturmioidea Bretfeld, 1994
    - Sturmiidae Bretfeld, 1994

  - Sminthuroidea Lubbock, 1862
    - Sminthuridae Lubbock, 1862
    - Bourletiellidae Börner, 1912

  - Dicyrtomoidea Börner, 1906
    - Dicyrtomidae Börner, 1906

## Études génétiques
« Cela faisait un moment que je le trouvais bizarre », reconnaît Louis Deharveng, l'un des spécialistes des collemboles, classe d'arthropodes longtemps incluse dans les insectes. « J'ai donc comparé plusieurs populations avec l'espèce la plus voisine et j'ai trouvé un petit caractère morphologique qui pouvait les différencier ». Pour valider son intuition, le chercheur profite d'une campagne d'établissement de codes barres d'ADN chez ces arthropodes. Il s'agit d'étudier une courte séquence d'ADN située sur un gène de référence, susceptible de discriminer les espèces. Le but : caractériser chacune d'entre elles sur le plan génétique et constituer un fichier signalétique de l'ensemble des espèces existantes. Des spécimens du collembole « bizarre » et de ses proches voisins sont ainsi passés au crible moléculaire.
L'étude prouvera de manière indiscutable que les individus jusqu'alors mal classifiés appartiennent bien à une nouvelle espèce, qui est baptisée Deutonura gibbosa. « Cette méthode est un outil complémentaire pour distinguer les espèces de collemboles, souligne Louis Deharveng. Elle ne se substitue pas à l'étude de leur morphologie ».
De nombreuses études génétiques ont été effectuées sur les collemboles. Elles ont permis de mettre en évidence des échanges génétiques à longue distance, notamment chez l'espèce arboricole Orchesella cincta, renforçant l'hypothèse de l'existence chez les collemboles d'une dispersion passive, par le vent ou d'autres vecteurs de dissémination, hypothèse émise à partir d'études sur la colonisation de terrains nus.
Plus récemment, le séquençage de l'ADN a permis de détecter des espèces cryptiques au sein de taxons considérés comme très communs, laissant supposer que le nombre d'espèces de collemboles est d'au moins un ordre de grandeur supérieur au chiffre de 50 000 espèces potentiellement existantes au niveau mondial.

## Clés d'identification
- Peter F. Bellinger, Kenneth A. Christiansen, Frans Janssens, 2014. Checklist of the Collembola of the world.
- Kenneth A. Christiansen, Peter F. Bellinger, 1998. The Collembola of North America, North of the Rio Grande: a taxonomic analysis, second edition. Grinnell College, Grinnell, Iowa, 1518 pp.
- Steve P. Hopkin, 2007. A key to the Collembola (springtails) of Britain and Ireland. Field Studies Council, Shrewsbury, United Kingdom, 245 pp.
- Bettina Zimdars, Wolfram Dunger, 1995. Synopses on Palaearctic Collembola, Volume 1, Tullbergiinae. Abhandlungen und Berichte des Naturkundemuseums Görlitz 68: 1-71.
- Gerhard Bretfeld, 1999. Synopses on Palaearctic Collembola, Volume 2, Symphypleona. Abhandlungen und Berichte des Naturkundemuseums Görlitz 71: 1-318.
- Mikhail Potapov, 2001. Synopses on Palaearctic Collembola, Volume 3, Isotomidae. Abhandlungen und Berichte des Naturkundemuseums Görlitz 73: 1-603.
- Jean-Marc Thibaud, Hans-Jürgen Schulz, Maria Manuela da Gama Assalino, 2003. Synopses on Palaearctic Collembola, Volume 4, Hypogastruridae. Abhandlungen und Berichte des Naturkundemuseums Görlitz 75: 1-287.
- Wolfram Dunger, Bettina Schlitt, 2011. Synopses on Palaearctic Collembola, Volume 6, Part 1, Onychiuroidea: Tullbergiidae. Senckenberg Museum of Natural History, Görlitz, Germany, 168 pp.
- Rafael Jordana, 2012. Synopses on Palaearctic Collembola, Volume 7, Part 1, Capbryinae & Entomobryini. Senckenberg Museum of Natural History, Görlitz, Germany, 390 pp.